# Fodinoidea rectifascia
Fodinoidea rectifascia là một loài bướm đêm thuộc phân họ Arctiinae, họ Erebidae.